# Генрихові артикули
Ге́нриківські арти́кули або Генрикові статті, подані сеймом 1573 р. на затвердження новообраному королю Генріху Валуа (Volumina legum. T. 2.— S 150—153). Складені вперше як установка, що окреслювала обсяг і компетенцію королівської влади; обумовлювали взаємозобов'язання пана і підданих — шляхти. Затверджені при коронації Стефана Баторія 1576 р. під час сходження на престол наступників Баторія підтверджувалися без змін.
При порушенні королем задекларованих зобов'язань шляхта звільнялася від обов'язків підданства. Це надавало широкі можливості для антикоролівських виступів (так званих рокошів), з чого протягом XVII ст. не раз користалися як магнати, так і середня шляхта.
Генріківські артикули завершили підпорядкування королівської влади сейму, розпочате знаменитою конституцією 1505p. «Nihil novi» («Нічого нового»), тобто жодних законоположень без згоди обох палат сейму: сенаторської та посольської.

## Список артикулів
- дотримання шляхетських привілеїв;
- окреслення засад устрою і права Речі Посполитої;
- скликання вального сейму кожні два роки на 6 тижнів;
- при королі повинна діяти рада з 16-ти сенаторів (сенаторів-резидентів);
- заборона успадкування королівського титулу. Короля можна лише вибрати лише шляхом вільної елекції;
- сейм контролює внутрішню і зовнішню політику;
- королю заборонено приймати важливі рішення без сенаторів при королівському дворі;
- король залежний від прав народу Республіки (Річ Посполита значить "Республіка"), тобто від шляхти, яка її втілювала;
- право на свободу совісті (присяга на дотримання постанов Варшавської конфедерації);
- право на рокош - бунт проти короля, якщо він порушує шляхетські привілеї;
- король повинен дотримувати релігійну толерантність.